# Jiggly Caliente
Jiggly Caliente, née le 29 novembre 1980 à San Pedro (Laguna, Philippines) et morte le 27 avril 2025 dans la même ville, est le nom de scène de Bianca Castro.
Elle est une drag queen, chanteuse, mannequin, actrice et activiste transgenre philippino-américaine, connue pour avoir participé à la quatrième saison de RuPaul's Drag Race.

## Biographie

### Jeunesse
Jiggly Caliente est née Paulo Arabejo à San Pedro (Laguna, Philippines). Elle arrive aux États-Unis en 1991 à l'âge de 10 ans avec sa mère et son frère. Elle fait son coming out au collège auprès de sa mère, et sa drag mother est Chevelle Brooks. Son prénom est basé sur le pokémon Rondoudou (Jigglypuff en anglais).

### Drag Raceet carrière
Jiggly Caliente est annoncée comme l'une des treize concurrentes de la quatrième saison de RuPaul's Drag Race, le 13 novembre 2011. Elle se classe huitième au classement général et est éliminée lors d'un lip sync par Willam. Elle fait également une apparition lors de la finale de la saison 6, au cours de laquelle elle pose une question à Bianca Del Rio.
En dehors de Drag Race, elle apparaît au début des NewNowNext awards 2012. Sa carrière d'actrice débute en 2015 lorsqu'elle joue un petit rôle dans l'épisode final de la saison 2 de Broad City en tant que propriétaire de magasin. En 2016, elle participe à l'épisode pilote de Search Party. En 2017, elle retrouve ses anciennes collègues de Drag Race, Bob the Drag Queen , Katya et Detox dans un épisode de Playing House. Elle fait aussi une apparition en tant que choriste dans le clip vidéo de Bob the Drag Queen et de Yet Another Dig d'Alaska. Elle joue aussi le personnage Veronica dans Pose, apparaissant dans les sixième et huitième épisodes de la première saison.
En septembre 2018, Caliente se produit en tant que danseuse de fond derrière Christina Aguilera pour la collection Printemps 2019 d'Opening Ceremony aux côtés d'autres drag queen. En novembre 2018, elle fait une apparition dans le Saturday Night Live aux côtés de Peppermint, en tant que drag queen lors du sketch Garmin GP-Yasss.
En 2021, elle est annoncée comme l'une des concurrentes de la sixième saison de RuPaul's Drag Race All Stars. Elle est éliminée lors du deuxième épisode à la suite du défi du bal des boules bleues.
En 2022, elle est annoncée comme juge permanente de Drag Race Philippines, aux côtés de Mama Pao (nom de scène drag de Paolo Ballesteros) et KaladKaren (en), ainsi qu'un panel tournant composé de BJ Pascal, Jon Santos, et Rajo Laurel. Elle occupera ce poste pour les trois premières saisons de l'émission.

### Musique
Jiggly Caliente sort son premier single, « Fckboi » le 1er mars 2018 sur sa chaîne officielle Vevo. Elle sort ensuite son premier album, THOT Process le 9 mars 2018. L’album de douze titres présente des featuring  des anciennes participantes de RuPaul's Drag Race Sharon Needles, Peppermint, Alaska, Ginger Minj, Phi Phi O'Hara (crédité sous le pseudonyme de Jaremi Carey) et Manila Luzon. L'album est le premier disque hip-hop créé par une ancienne de Drag Race.
Elle est une artiste vedette pour les trois premiers volumes des albums Christmas Queens. Le clip vidéo de Ratchet Christmas du premier volume est dévoilé le 9 décembre 2015. Elle contribue à la compilation de l'album Christmas Queens 3 (2017).

### Vie privée
Jiggly Caliente fait son coming-out trans public en 2016.

## Filmographie
- 2012 : Saison 4 de RuPaul's Drag Race : Participante
- 2012 : RuPaul's Drag Race: Untucked
- 2014 : Saison 6 de RuPaul's Drag Race : Invitée
- 2015 et 2019 : Broad City : Shop owner, Brunch Drag Queen
- 2016 : Search Party
- 2018 : Saturday Night Live : GP-Yasss skit
- 2018-2019 : Pose : Veronica
- 2019 : Full Frontal with Samantha Bee (en) : Drag Queen
- 2020 : Milkwater : Gigi Sordide
- 2021 : RuPaul's Drag Race : All Stars 6 : Participante
- 2022-2025 : Drag Race Philippines : Juge permanente